# Valérie Bonnier
Pour les articles homonymes, voir Bonnier.
Valérie Bonnier est une scénariste, dialoguiste, romancière et actrice française, née Marie-Jeanne Bonnier le 13 avril 1950 à Sainte-Colombe dans le Rhône.
Elle écrivait pour le théâtre, la télévision, la radio, le cinéma, ainsi que des romans. Elle était l'épouse de Paul Gueu, réalisateur et scénariste
Valérie Bonnier est morte le 3 février 2020 dans le 18e arrondissement de Paris. Ses cendres reposent sur les hauteurs de Ramatuelle.[réf. nécessaire]

## Biographie
Valérie Bonnier est la fille d'un industriel lyonnais du textile et d'une mère brésilienne. Ses grands-parents sont des artistes-peintres, musiciens, et des planteurs d'hévéa à Rio de Janeiro. Elle habite Montmartre à son arrivée à Paris, suit les cours de théâtre de Jean-Laurent Cochet, et travaille comme mannequin dans le prêt-à-porter. Danseuse classique, puis jeune comédienne, elle tourne notamment avec François Truffaut (L'Homme qui aimait les femmes), qui l'encourage à proposer ses premiers textes, Just Jaeckin et Charles Matton (Madame Claude, Spermula), Nina Companeez (Deux amies d'enfance). Elle joue également au théâtre Hugo, Molière, Marivaux, Obaldia...
Elle se concentre ensuite à partir de 1990 sur l'écriture de scénarios, notamment pour la télévision et des textes pour la radio. Elle écrit une pièce de théâtre, L'Escapade, traduite par Barbara Grzegorzewska (pl) pour être montée à la télévision polonaise en 1995 dans une mise en scène de Wojciech Adamczyk, publiée en français en 2012.
À partir de 2007, elle publie également des romans.

## Filmographie

### Actrice

#### Télévision
- 1973 : Au théâtre ce soir : Le Bonheur des autres de Robert Favart, mise en scène Jacques Sereys, réalisation Georges Folgoas, Théâtre Marigny
- 1975 : Les Enquêtes du commissaire Maigret (série télévisée) :
  - La Guinguette à deux sous de René Lucot, 1975
- 1983 : Deux amies d'enfance, mini série de Nina Companeez
- 1984 : Un homme va être assassiné, téléfilm réalisé par Dolorès Grassian sur un scénario de Gébé

#### Cinéma
- Le Bonheur des autres, 1973
- L'Homme qui aimait les femmes, 1977
- Spermula, 1976
- Madame Claude, 1977

### Scénariste

#### Cinéma
- Il y a des jours... et des lunes, 1990

#### Télévision
- Crimes et Jardins, 1991
- Tout feu, tout femme, 1994
- La Leçon de plaisir, 1995, sous le pseudonyme d'Anne de Garenne
- Brigitte, contes libertins, 1995, épisode de la série Sexy Zap
- Eskapada, 1995
- Mayday, 1995
- Terre indigo, 1996
- La Femme de la forêt, 1996
- Le Coup du sort, 1997
- La Petite Maman, 1997
- Deux mamans pour Noël, 1998
- Le Démon de minuit, 2001, épisode de la série Avocats et Associés
- Une amie en or, 2003
- Franck Keller, auteur du concept et des personnages, 2004
- Le Sanglot des anges, 4 x 90 min, 2007
- La Maîtresse du président, 90 min, 2009

## Publications
- Toutes les rousses ne sont pas des sorcières, éditions du Rocher, 2007  (ISBN 978-2-268-06266-2)
- Toutes les blondes ne sont pas des anges, éditions du Rocher, 2008   (ISBN 978-2-268-06555-7)
- Toutes les brunes ne sont pas des tigresses, éditions du Rocher, 2009  (ISBN 978-2-268-06817-6)
- 10 histoires d'amour, nouvelles, éditions Val&Paul, e-book 2013  (ISBN 979-109238300-3)
- L'homme idéal s'appelle Paul, éditions Val&Paul, e-book 2013  (ISBN 979-109238301-0)
- Confidences érotiques d'une courtisane, Éditions France-Empire, 2014   (ISBN 978-2-7048-1270-7)

### Autrice de théâtre
- L'Escapade, éditions Art & Comédie, 2012  (ISBN 978-2-84422-866-6)

### Autrice radiophonique
- 27 pièces radiophoniques et 4 nouvelles (lues par Maurice Biraud) sur Radio France : France Inter (notamment dans les séries  Les mille et un jours et Les nouveaux maîtres du mystère de Pierre Billard et Les Tréteaux de la nuit (d)), et sur France Culture (dans la série Bonnes nouvelles, grands comédiens d'Anne Lemaître (d) et Patrice Galbeau (d)).